# Jaraguá (bairro de São Paulo)
Jaraguá é um bairro da Região Noroeste do município de São Paulo, no Brasil. Faz divisa com os municípios de Osasco a oeste, Caieiras a norte, com o bairro de Perus ao norte, Pirituba ao Sul e Parque Anhanguera a oeste e Brasilândia ao leste.
Neste bairro, situa-se o Pico do Jaraguá, o ponto mais alto do município de São Paulo e por onde passam também duas importantes saídas para o interior paulista: as rodovias Bandeirantes e Anhanguera. A povoação original do bairro era de índios tupiniquins, até a chegada de portugueses e castelhanos, que desciam o Rio Tietê rumo ao interior.
A partir da segunda quinzena de Março de 2016, o bairro contará com mais um espaço de lazer e comércio, o centro de compras Cantareira Norte (noroeste) Shopping. O empreendimento ocupará um terreno de 75 mil m², situado no entroncamento da Avenida Raimundo Pereira de Magalhães e Estrada do Corredor.  Possuirá:
- 180 Lojas Satélites;
- 4 Mega Lojas;
- 5 Âncoras;
- 20 Fast Food;
- 3 Restaurantes;
- 1 Área de Games;
- 1 Teatro;
- 1 Academia;
- 5 Salas de Cinema;
- 2 Pisos;
- 1.380 Vagas de estacionamento.

Está em tramitação da Câmara Municipal de São Paulo o Projeto de Lei 351/2006, de autoria do vereador Chico Macena, que cria a Subprefeitura de Jaraguá.
Duas aldeias indígenas guaranis se localizam no bairro: a Tekoa Ytu e a Tekoa Pyau, chefiada pelo cacique Fernandes.

## Ligações Externas
- Tramitação do PL 351/2006[ligação inativa]